# وهلأ لوين؟ (فيلم)
وهلّأ لوين؟ هو فيلم لبناني أنتج عام 2011. هو الفيلم الروائي الثاني لمخرجته نادين لبكي. عُرض الفيلم لأول مرة في 16 أيار 2011 في مهرجان كان السينمائي ضمن نشاط «نظرة ما».

## الأحداث
تدور أحداث الفيلم في قرية صغيرة معزولة عن محيطها، يسكنها مسلمون ومسيحيّون. بعد تركيب جهاز تلفزيون في أحد منازل القرية۔ تندلع المشاحنات الطائفية بين رجال القرية. في محاولة لتخفيف من حدّة المشاحنات، تلجأ نساء القرية إلى بعض الحيل والخدع. تقوم النساء باستقدام راقصات ذي أصول أوروبية شرقية لإلهاء الرجال عن المشاكل الطائفية. ثم تقوم بخبز الحلوى ودسّ الحشيشة والأدوية المخدّرة فيها في محاولة لسحب السلاح من القرية ودفنه. وأخيرا، تعلن كل امرأة تغيير دينها لوضع الرجال تحت الأمر الواقع (المسيحية تعتنق الإسلام والعكس).

## طاقم التمثيل
- نادين لبكي بدور أمال
- كلود باز مصوبع بدور تقلا
- إيفون معلوف بدور إيفون
- ليلى حكيم بدور عفاف
- أنجو ريحان فاطمة
- مصطفى سقا بدور حمودي
- مصطفى المصري بدور حنّا
- أنطوانيت النوفلي بدور سيدة
- عادل كرم بدور سائق الحافلة
- جوليان فرحات بدور الطراش حبيب أمال

## عن الفيلم
تم تصوير الفيلم في عدة قرى لبنانية منها بلدة الطيبة قرب بعلبك كون جامع القرية يقف جنبا لجنب كنيستها، كذلك تم التصوير في كل من قرية مشمش ودوما. كما فيلمها الأول، معظم الممثلين كانوا هواة، وقام خالد مزنّر، زوج المخرجة، بتلحين الموسيقى.

## ترشيحات وجوائز
- تمّ اختيار الفيلم كجزء من مسابقة «نظرة ما» في مهرجان كان 2011
- جائزة العالمية في مهرجان كان
- المشاركة في العروض الخاصة في مهرجان تورونتو 2011
- جائزة الجمهور في مهرجان تورونتو 2011
- جائزة أفضل فيلم أوروبي في مهرجان سان سيباستيان 2011
- جائزة البايار الذهبية في مهرجان نامور لليسنما الفرنكوفونية 2011
- جائزة الجمهور في مهرجان أفلام الجنوب في أوسلو 2011[2]
- جائزة الجمهور في مهرجان الدوحة تريبكا السينمائي 2011.[3]

## وصلات خارجية
- وهلأ لوين؟ على موقع IMDb (الإنجليزية)
- وهلأ لوين؟ على موقع ميتاكريتيك (الإنجليزية)
- وهلأ لوين؟ على موقع روتن توميتوز (الإنجليزية)
- وهلأ لوين؟ على موقع نتفليكس (الإنجليزية)
- وهلأ لوين؟ على موقع قاعدة بيانات الأفلام العربية
- وهلأ لوين؟ على موقع ألو سيني (الفرنسية)
- وهلأ لوين؟ على موقع Turner Classic Movies (الإنجليزية)
- وهلأ لوين؟ على موقع أول موفي (الإنجليزية)
- وهلأ لوين؟ على موقع فيلمافينيتي (الإسبانية)
- وهلأ لوين؟ على موقع قاعدة بيانات الأفلام السويدية (السويدية)

.
- شريط دعائي للفيلم على يوتيوب.